# Bibliothèque de Suomenlinna
La bibliothèque de Suomenlinna (finnois : Suomenlinnan kirjasto) est une bibliothèque du quartier de Suomenlinna à Helsinki en Finlande,.

## Présentation
La bibliothèque de Suomenlinna qui est située à Iso Mustasaari a été fondée en 1957.
La petite bibliothèque se trouve dans l'ancien bâtiment C31 du bâtiment en couronne Ehrensvärd conçu par Augustin Ehrensvärd et dont la construction s'est achevée en 1770,,.
La bibliothèque est l'un des établissements de la bibliothèque municipale d'Helsinki.

## Groupement Helmet de bibliothèques
La bibliothèque de Suomenlinna fait partie du groupement Helmet, qui est un groupement de bibliothèques municipales d'Espoo, d'Helsinki, de Kauniainen et de Vantaa ayant une liste de collections commune et des règles d'utilisation communes.